# 西藏葶苈
西藏葶苈（学名：Draba tibetica）为十字花科葶苈属下的一个种。

## 扩展阅读
- 維基物種上的相關：西藏葶苈